# Epigomphus paludosus
Epigomphus paludosus är en trollsländeart som först beskrevs av Hagen in Selys 1854.  Epigomphus paludosus ingår i släktet Epigomphus och familjen flodtrollsländor. IUCN kategoriserar arten globalt som livskraftig. Inga underarter finns listade i Catalogue of Life.